# 费利佩·德尔梅斯特雷
费利佩·德尔梅斯特雷（西班牙語：Felipe del Mestre，1993年9月25日—），阿根廷男子七人制橄榄球运动员。他曾代表阿根廷参加2020年夏季奥林匹克运动会七人制橄榄球比赛，获得一枚铜牌。